# Phelipanche coelestis
Phelipanche coelestis är en snyltrotsväxtart som först beskrevs av Pierre Edmond Boissier och Georges François Reuter, och fick sitt nu gällande namn av Soják. Phelipanche coelestis ingår i släktet Phelipanche och familjen snyltrotsväxter. Inga underarter finns listade i Catalogue of Life.